# Korenjenje
Korénjenje je matematična operacija, ki deluje obratno kot potenciranje.(to je na primer koren iz 25 je 625) Korenjenje zapišemo s simbolom {\displaystyle {\sqrt[{n}]{a}}} (beri: N-ti koren iz A). Število a imenujemo korenjenec ali radikand, število n pa je stopnja korena ali korenski eksponent (n je običajno naravno število). Korenjenec označimo z vezno črto.
Vrednost n-tega korena iz a je število x, za katero velja:
xn = a.
Pri tem ločimo dva primera:
1. Če je n liho število, potem za poljuben realen a obstaja točno eno ustrezno realno število x.
Zgledi:
{\displaystyle {\sqrt[{3}]{125}}=5}
{\displaystyle {\sqrt[{5}]{-32}}=-2}
{\displaystyle {\sqrt[{7}]{0}}=0}
2. Če je n sodo število, potem za negativen a ustrezni x v realnem sploh ne obstaja.
Če je n sodo število in a pozitiven, pa v množici realnih števil obstajata kar dve možnosti za x. Zato velja dogovor, da je rezultat korena sode stopnje tisto nenegativno šteilo, za katero velja x = .
Zgledi:
{\displaystyle {\sqrt[{4}]{81}}=3}
{\displaystyle {\sqrt[{6}]{64}}=2}
{\displaystyle {\sqrt[{8}]{-1}}} v množici realnih števil ne obstaja.

Posebnosti:
- V matematiki praviloma ne uporabljamo »prvega korena«, saj za n = 1 velja {\displaystyle {\sqrt[{1}]{a}}=a} (tj.: prvi koren je identična funkcija).
- Pri drugem korenu eksponent 2 po navadi izpuščamo: {\displaystyle {\sqrt[{2}]{a}}={\sqrt {a}}}. Drugi koren imenujemo tudi kvadratni koren.
- Tretji koren imenujemo tudi kubični koren.

## funkcija korenjenja
Korenska funkcija je funkcija, ki se jo da zapisati z enačbo oblike
{\displaystyle f(x)={\sqrt[{a}]{x}}}
Korenska funkcija obstaja za katerikoli realen n različen od 0, vendar je običajno n naravno število večje od 1.